# Doleschallia crameri
Doleschallia crameri is een vlinder uit de familie Nymphalidae. De wetenschappelijke naam van de soort is voor het eerst geldig gepubliceerd door William Lucas Distant.